# Christian H. Hansen
 Der er flere personer med dette navn, se Christian Hansen.
Christian Hellemann Hansen (født 12. august 1963 i Odense) er en dansk politiker og tidligere medlem af Folketinget, først for Dansk Folkeparti (1998 til 2010) og fra 2010 til 2011 som løsgænger. Han er stifter af og var formand for Miljøpartiet Fokus fra 2010 indtil dets nedlæggelse i 2015.
Han meldte sig den 19. januar 2010 ud af Dansk Folkeparti med begrundelsen:
| Citat | Jeg anser stigende arbejdsløshed og fyringer på hospitalerne for alvorlige og store samfundsproblemer. Hvad anser mit parti for vigtigst - burkaer? Det kan jeg ikke forene mig med. | Citat |
|       | |       |

Han var DF's kandidat i Herningkredsen og Skjernkredsen og var folketingsmedlem for partiet fra 1998 til 2010. 
1. februar 2010 vendte han tilbage til Folketinget som løsgænger. efter at have været langtidssygemeldt fra Folketinget på grund af Hortons hovedpine. 
10. marts samme år offentliggjorde Hansen sit nystiftede parti, Fokus som har miljø, social balance, forebyggelse samt dyrevelfærd blandt sine mærkesager.
Partiet var ikke opstillingsberettiget til Folketingsvalget 2011, da det ikke havde indsamlet nok vælgererklæringer, men Christian H. Hansen stillede op som løsgænger. Det lykkedes ham dog ikke at opnå valg.

## Biografi
Han er søn af salgschef Gunner H. Hansen og forlægger Kirsten H. Hansen. Er bosiddende i Herlev og har to døtre, Stine Hansen og Helle. 
Helsinge Realskole 1970-77. Brøruphus Ungdomsskole 1978. Folkeskolens afgangseksamen fra Møldrup skole 1980.
Konstabeluddannelse i Forsvaret 1981 og uddannet sygehjælper i forsvaret 1983, hvor han var kontraktansat til 1985.
1985 til 1988 salgschauffør, fra 1987 til 1988 selvstændig freelance salgskonsulent og freelance pressefotograf fra 1989.
Han deltog i oprøret mod Fremskridtspartiets ledelse 1993 og blev samme år valgt første gang til kommunalbestyrelsen i 1993 i Karup Kommune fra 1993-2006. Han var viceborgmester og medlem af økonomiudvalget og teknisk udvalg fra 1997.
Hansen blev 1998 valgt til folketingsmedlem for Dansk Folkeparti, var partiets Landbrugs- og fiskeripolitisk ordfører fra 1998 og fra 2001 medlem af Dansk Folkepartis Gruppebestyrelse,  Dyrevelfærdsordfører, Næstformand i Folketingets fødevareudvalg, Uddannelsespolitisk ordfører, medlem af kommunal-, forsvars- og kirkeudvalget samt medlem af udvalget for Grønlandslove. 
Udnævnt som årets dyreven 2004 af Dyrenes Dags Komité blev i 2010 udnævnt til årets dyreven af Dyrenes beskyttelse, og stiftede i marts 2010 partiet Fokus.